# Georg Kromppein

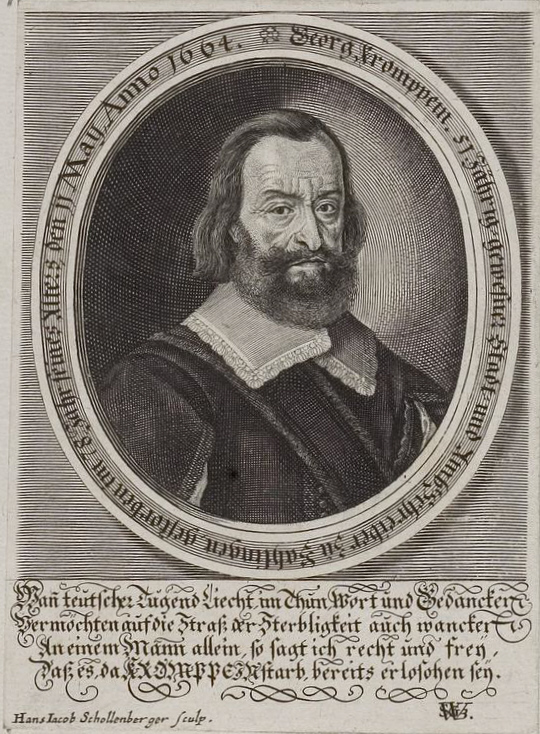
Georg Kromppein

Georg Kromppein (* 1586; † 11. Mai 1664) war Stadt- und Amtsschreiber zu Balingen.

## Leben
In erster Ehe war er verheiratet mit Anna Kurrer. Mit ihr hatte er eine Tochter, Agatha Sophia Kromppein (getauft am 29. Mai 1629). Diese heiratete Wolfgang Sigmund Geß, der sich am 10. Juli 1648 in Tübingen immatrikulierte, dann drei Jahre bei Stadtschreiber Lang in Nürtingen lernte und danach 1654 Substitut und 1658 Adjunkt des Stadtschreibers in Balingen, also bei seinem Schwiegervater Georg Krompein, wurde. 1658 wurde Geß auch Adjunkt der Geistlichen Verwaltung, 1664–1697 Stadtschreiber in Balingen, 1689 stellvertretender Vogt und Keller.
In dritter Ehe war er verheiratet mit Sabine Kromppein, geb. Welling (* 1595; † 1672). Die Professorentochter stammte aus Tübingen und heiratete in erster Ehe den Pfarrer Kaspar Schäfer zu Burtenbach. Als Witwe wurde sie schließlich die dritte Ehefrau des Georg Kromppein.